# Nagasu
Nagasu (長洲町?, Nagasu-machi) è una cittadina giapponese della prefettura di Kumamoto.